# Amia Srinivasan
Amia Srinivasan, född 20 december 1984 i Bahrain, är en indiskamerikansk filosof. Hon är främst verksam i Storbritannien, och sedan 2020 är hon Chichele Professor of Social and Political Theory vid University of Oxford. Hennes bok The Right to Sex, som kretsar kring betydelsen av sex i vår tid, har översatts till ett antal språk (till svenska som Rätten till sex).

## Biografi

### Tidiga år, studier
Srinivasan föddes i Bahrain, av indiska föräldrar där fadern var bankir och modern dansare. Hon växte dock upp i Taiwan, Singapore, New York och London. Hon läste en grundutbildning i filosofi vid Yale, där hon 2007 tog en fil.kand. Detta följdes upp av en avancerad examen och slutligen doktorsexamen i filosofi på Corpus Christi College vid Oxford University. Hennes kandidatexamen togs 2009, via en uppsats betitlad "Armchair Philosophy & Experimental Philosophy" och med John Hawthorne som handledare. Till sin doktorsexamen 2014 skrev hon en avhandling med titeln The Fragile Estate: Essays on Luminosity, Normativity and Metaphilosophy; hennes handledare denna gång var Hawthorne samt Timothy Williamson.

### Akademisk karriär
Srinivasan blev 2009 utnämnd till "prize fellow" på All Souls College vid Oxford University. Sex år senare blev hon utvald föreläsare i filosofi vid University College London (UCL), och året efter invaldes hon i Leverhulme Research Fellowship genom sitt projekt "At the Depths of Believing". Hon har varit invald på distans som medlem i akademiska sällskap vid University of California, Los Angeles, Yale och New York University.
I oktober 2018 tilldelades Srinivasan en senior lektorstjänst i filosofi vid St John's College, Oxford. Hon var  professorsassistent i filosofi vid universitets filosofiska fakultutet åren 2018 och 2019. och i september 2019 offentliggjordes hennes utnämning till Chichele Professor of Social and Political Theory vid All Souls College, där hon inledde sin tjänst i januari 2020. Hon är den första kvinnan och den första icke-vita personen på denna position – dessutom den yngsta på posten.
Srinivasan är en av redaktörerna för den akademiska tidskriften Mind och redaktionsmedlem hos London Review of Books. Som skribent har hon behandlat det mesta i ämnesväg mellan hajattacker och epistemologi, och hennes glidande emellan filosofi, samhällsteori och feminism tror hon själv kan vara inspirerad av uppväxten i olika kulturella miljöer. Hennes intresse för feministiska frågor kom dock efter åren på Yale, där hon inte tog notis om att hon i princip endast undervisades av män.

### The Right to Sex
2021 publicerade Srinivasan en samling essäer i form av The Right to Sex. Den var en utvidgning av hennes mycket omdiskuterade essä "Does anyone have the right to sex?" från 2018 i London Review of Books.
Boken har därefter blivit mycket uppmärksammad både nationellt och internationellt och översatts till ett antal olika språk. Den svenska utgåvan, som kom 2022 och fick titeln Rätten till sex, har av svenska pressröster klassats som en av "Fem favoritböcker om feminism" (Elsa Kugelberg, DN), "ett betydande verk som framtida feministiska texter kommer att ta avstamp ifrån" (Celia Svedhem, GP) och "borde läsas på samhällskunskapslektionerna i skolan och ligga på Riksdagens bord" (Karin Nilsson, Arbetarbladet).
I boken diskuterar Srinivasan kring det moderna tillståndet runt sex och sexuell attraktion i kulturen, samtycke, sexarbete och kvinnorörelsen, liksom om hur den lättillgängliga Internetpornografin har påverkat det sexuella landskapet. I intervjuer i samband med presentationen av boken har hon pratat om vikten av att försöka förstå vad vi åtrår och varför – inte minst utifrån den psykoanalytiska förståelsen av begäret.
Hon anser att sex och sexualitet är ett mycket seriöst akademiskt ämne, inte minst på grund av dess starkt politiska potential. Hon knyter även an till en tidigare, förliberal feministisk tradition, utifrån ett ifrågasättande men inte censurorienterat perspektiv. Essäsamlingen har av kritiker setts som ett radikalt nytt sätt att se på feminism, metoo-rörelsen och sex som fenomen, även om vissa kritiker ibland betraktat henne som alltför heteronormativ.